# Замошье (озеро, Ушачский район)
Замо́шье (бел. Замо́шша) — озеро в Ушачском районе Витебской области Белоруссии. Относится к бассейну реки Ушача, протекающей через озеро. Одно из наиболее глубоких озёр как Ушачской группы, так и всей Белоруссии.

## Физико-географическая характеристика
Озеро Замошье располагается в 18 км к юго-западу от городского посёлка Ушачи. На северо-западном берегу находится деревня, также именуемая Замошье.
Площадь зеркала составляет 0,33 км², длина — 1,24 км, наибольшая ширина — 0,52 км. Длина береговой линии — 3,29 км. Наибольшая глубина — 30,7 м, средняя — 9,3 м. Объём воды в озере — 3,07 млн м³. Площадь водосбора — 135 км².
Замошье является пятым по глубине озером Ушачского района и одним из наиболее глубоких озёр Белоруссии.

## Морфология
Котловина лощинного типа, вытянута с севера на юг. Водоём состоит из двух плёсов: округлого южного и продолговатого северного. Склоны котловины преимущественно пологие, суглинистые и супесчаные, распаханные, на юге и юго-востоке покрытые лесом. Высота склонов составляет в основном 10—20 м, на юге понижаясь до 5—7 м. Береговая линия слабоизвилистая. Берега преимущественно сливаются со склонами. Южный и юго-восточный берега низкие, песчаные, поросшие лесом.
18 % площади озера характеризуется глубиной до 2 м, около 40 % площади — глубиной свыше 10 м. Мелководье в ширину не превышает 25 м, литоральный склон отличается крутизной. До глубины 6—7 м дно покрыто песком, до 8—9 м — опесчаненным илом, глубже — глинистым илом с высоким содержанием железа. Наибольшие глубины отмечаются в южном плёсе, приблизительно в 0,13 км от восточного берега. Максимальная глубина северного плёса не превышает 17,9 м. В проливе между плёсами находится небольшой остров.

## Гидробиология
В питании водоёма заметную роль играют родники. Минерализация воды составляет приблизительно 280 мг/л, прозрачность — около 4 м. Озеро мезотрофное. Через водоём протекает река Ушача, выше и ниже по течению которой расположены соответственно озёра Церковище и Большое Исно. С южной стороны впадает ручей, вытекающий из маленького безымянного озера.
Водоём зарастает незначительно. Надводная растительность формирует полосу шириной до 15 м и распространяется до глубины 2 м. В воде обитают лещ, щука, язь, окунь, плотва, карась, краснопёрка, линь, а также раки.

## Рекреационное использование
Озеро входит в состав зоны отдыха «Ушачи». Для граждан организовано платное любительское рыболовство и разрешена подводная охота в светлое время суток.